# بخش کوربا
بخش کوربا (به انگلیسی: Korba district) یک منطقهٔ مسکونی در هند است که در Bilaspur Division واقع شده‌است. بخش کوربا ۶٬۵۹۸ کیلومتر مربع مساحت و ۱٬۲۰۶٬۶۴۰ نفر جمعیت دارد.